# Ángela Aguilar
Ángela Aguilar Álvarez Alcalá (Los Angeles, Califórnia, 8 de outubro de 2003), conhecida como Angela Aguilar, é uma cantora mexicana de música mariachi nascida nos Estados Unidos enquanto sua mãe acompanhava seu pai, Pepe Aguilar, numa turnê. Ela obteve um reconhecimento notável após interpretar a canção "La Llorona" na 19.ª Entrega Anual dos Prêmios Grammy Latinos em 2018. É neta de El Charro de México, Antonio Aguilar.
Seu primeiro álbum solo de estúdio, Primero soy mexicana (2018), foi recebido com aclamação da crítica e sucesso. Ela foi indicada para um Grammy Award e dois Grammy Latino, tornando-se uma das mais jovens artistas indicadas para ambos os prêmios.

## Primeiros anos
Ángela Aguilar é filha de Pepe Aguilar e Aneliz Álvarez-Alcalá e nasceu em Los Angeles, Califórnia, no dia 8 de outubro de 2003, quando seu pai estava em turnê. Ela tem dupla nacionalidade do México e dos Estados Unidos.
Angela nasceu em uma família musical, conhecida como "La Dinastía Aguilar". Seu pai é um cantor renomado, seus avós paternos são cantores e atores mexicanos Antonio Aguilar e Flor Silvestre. Desde a infância, acompanha frequentemente o pai em turnês pela América Latina, com o irmão Leonardo Aguilar.

## Carreira
Em 2012, com apenas nove anos, lançou Nueva Tradición, juntamente com o seu irmão Leonardo. Apresentou quatro canções interpretadas por Leonardo e quatro por Ángela.
Em 2016, participou no festival 100 Mulheres da (BBC) na Cidade do México. Com apenas 13 anos - ela era a artista mais jovem - ela disse à BBC News que a indústria da música era dominada por homens e que esperava que isso mudasse.
A partir de 2018, acompanha seu pai e seu irmão na turnê Jaripeo sin fronteras.
Em 2 de março de 2018, lançou seu primeiro álbum solo, Primero soy mexicana (cujo título foi inspirado no primeiro filme de sua avó Flor), produzido por seu pai, Pepe. O álbum incluiu onze canções rancheras bem conhecidas, anteriormente interpretadas por outros artistas musicais proeminentes, como Lucha Villa, Rocío Dúrcal, e sua própria avó. Ela fez o primeiro single do álbum, «Tu sangre en mi cuerpo» na premiação Tu Mundo 2018. Em 20 de setembro de 2018, ela foi indicada para o Grammy Latino de Melhor Artista Revelação e seu álbum, Primero soy mexicana foi nomeado para Melhor Álbum Ranchera/Mariachi na 19ª Edição do Grammy Latino. Na cerimônia, ela cantou "La Llorona", onde foi aplaudido de pé pelo público e recebeu numerosos elogios de vários artistas, incluindo o cantor mexicano Vicente Fernández
. Em 7 de dezembro de 2018, o álbum Primero soy mexicana, foi indicado ao Grammy de Melhor Álbum de Música Regional Mexicana.
Em 3 de abril de 2019, foi nomeada representante artística e cultural de Zacatecas, pelo prefeito Ulises Mejía Haro. Em 21 de maio de 2019, foi indicada para três categorias nos Premios Juventud. Interpretou uma melodia de canções com os cantores mariachi de mariachi Christian Nodal e Pipe Bueno. Em 23 de julho de 2019, lançou uma apresentação exclusiva de «Shallow» na página do YouTube da The Recording Academy, com a permissão da compositora, Lady Gaga. Foi a primeira vez que gravou em inglês.

## Discografia
- Nueva tradición (2012)
- Navidad con Ángela Aguilar (2013)
- Primero soy mexicana (2018)
- Baila esta cumbia (2020)
- Que no se apague la musica (2020)

## Prêmios e indicações

### Grammy Awards
Os Grammy Awards são entregues anualmente pela The Recording Academy dos Estados Unidos. Aguilar recebeu uma indicação.
| Ano  | Trabalho             | Categoria                                                   | Resultado |
| ---- | -------------------- | ----------------------------------------------------------- | --------- |
| 2019 | Primero Soy Mexicana | Melhor álbum de música regional mexicana (incluindo texano) | Indicado  |

### Grammy Latino
O Grammy Latino é um prêmio concedido pela Academia Latina de Artes e Ciências da Gravação. Aguilar recebeu duas nomeações.
| Ano  | Trabalho                   | Categoria                                | Resultado |
| ---- | -------------------------- | ---------------------------------------- | --------- |
| 2018 | Ángela Aguilar (ela mesma) | Melhor artista revelação                 | Indicado  |
| 2018 | Primero Soy Mexicana       | Melhor álbum de música ranchera/mariachi | Indicado  |